# Agathis glycinivorellae
Agathis glycinivorellae är en stekelart som först beskrevs av Watanabe 1938.  Agathis glycinivorellae ingår i släktet Agathis och familjen bracksteklar. Inga underarter finns listade i Catalogue of Life.